# Каймановая ящерица
Каймановая ящерица (лат. Dracaena guianensis) — вид крупных полуводных ящериц из семейства тейид.
Обитает в Южной Америке. Мощные сдвоенные чешуи на шее, хвосте и спине делают её отдалённо похожей на крокодила.

## Описание

### Внешний вид
Длина тела до 1 м. Обладают массивной головой и длинным, уплощённым с боков хвостом. Отличается покрывающими шею и спину продольными рядами крупных роговых бляшек, а также проходящим вдоль хвоста сдвоенным чешуйчатым гребнем. Сверху каймановая ящерица имеет оливково-коричневый крас, снизу чёрно-жёлтый мраморный рисунок. Голова желтоватая или красноватая.

### Распространение и места обитания
Встречается в бассейне Амазонки и на северо-востоке Южной Америки в Суринаме, Гайане и Гвиане.
Обитает в периодически затопляемых реками прибрежных лесах.

### Питание
Основная пища — пресноводные брюхоногие моллюски, раковины которых каймановая ящерица легко раздавливает уплощёнными коренными зубами. Затем она выплёвывает остатки раковин и проглатывает моллюсков.

### Размножение и развитие
Яйца крупные, до 6 см. Откладываются в термитники.

## Каймановая ящерица и человек
Численность вида местами сокращается из-за разрушения людьми мест его обитания.

## Каймановая ящерица в литературе
Каймановая ящерица по кличке Джордж фигурирует в повести известного натуралиста Джеральда Даррелла «Поместье-зверинец» под названием «гвианский дракон»[значимость факта?].

## Иллюстрации

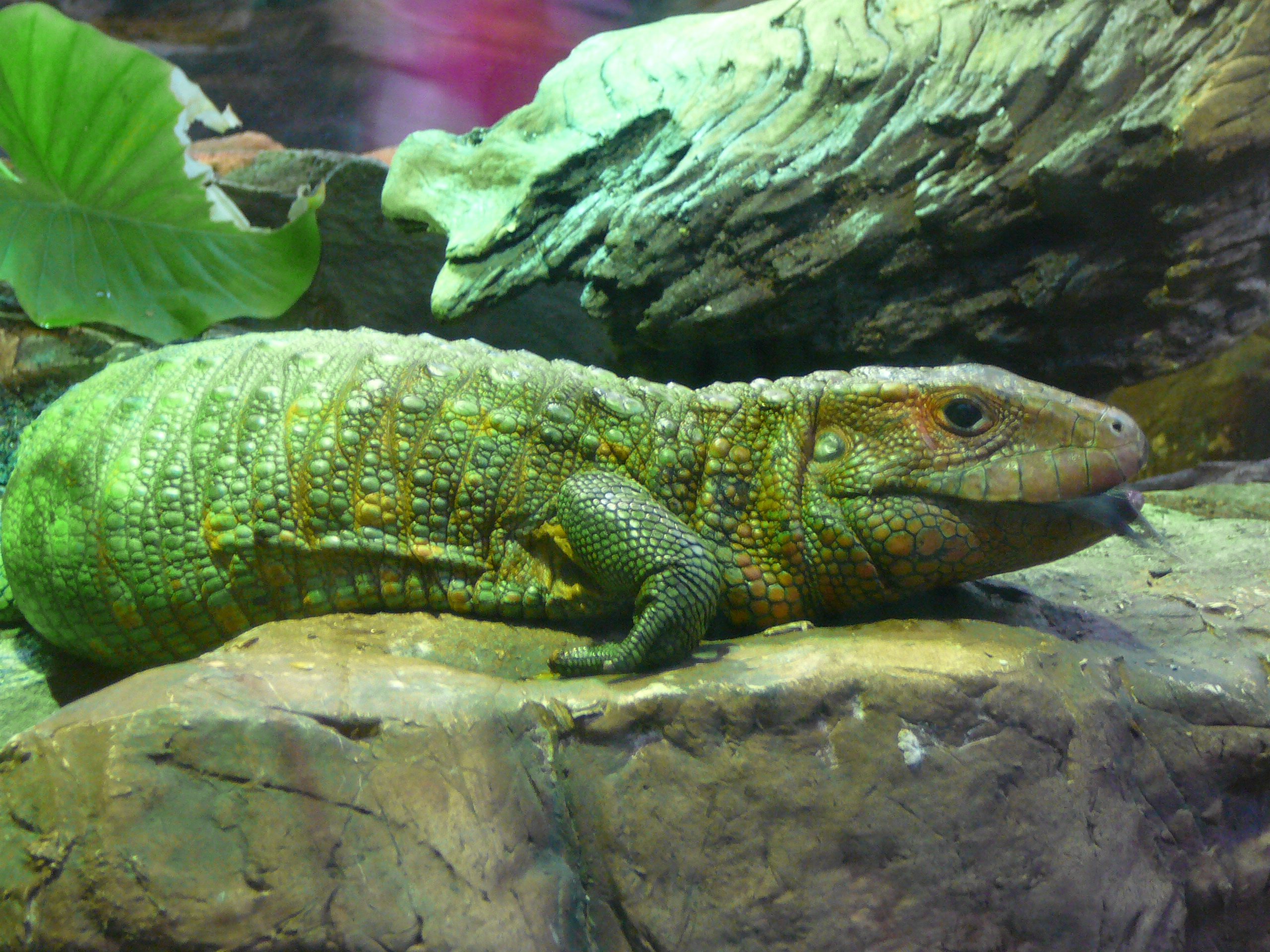
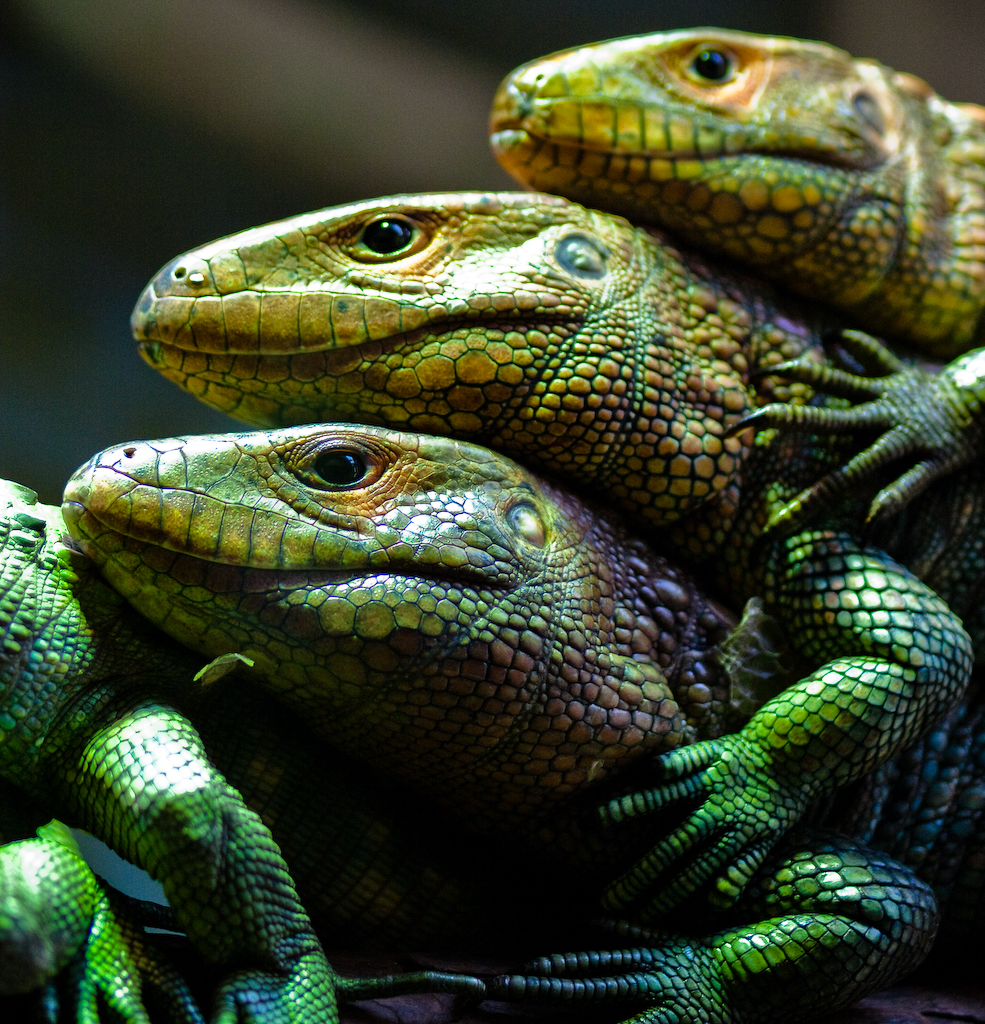
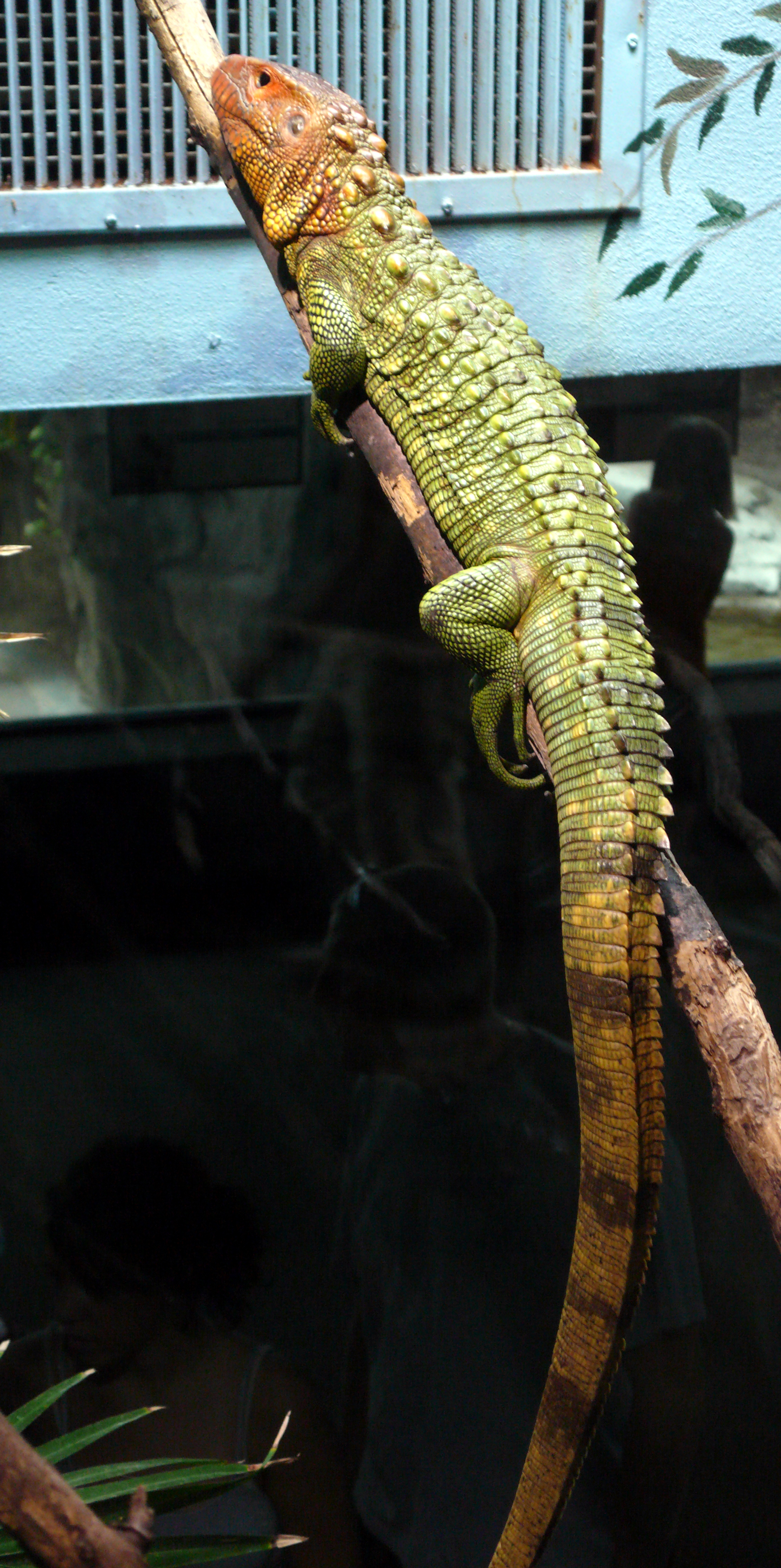
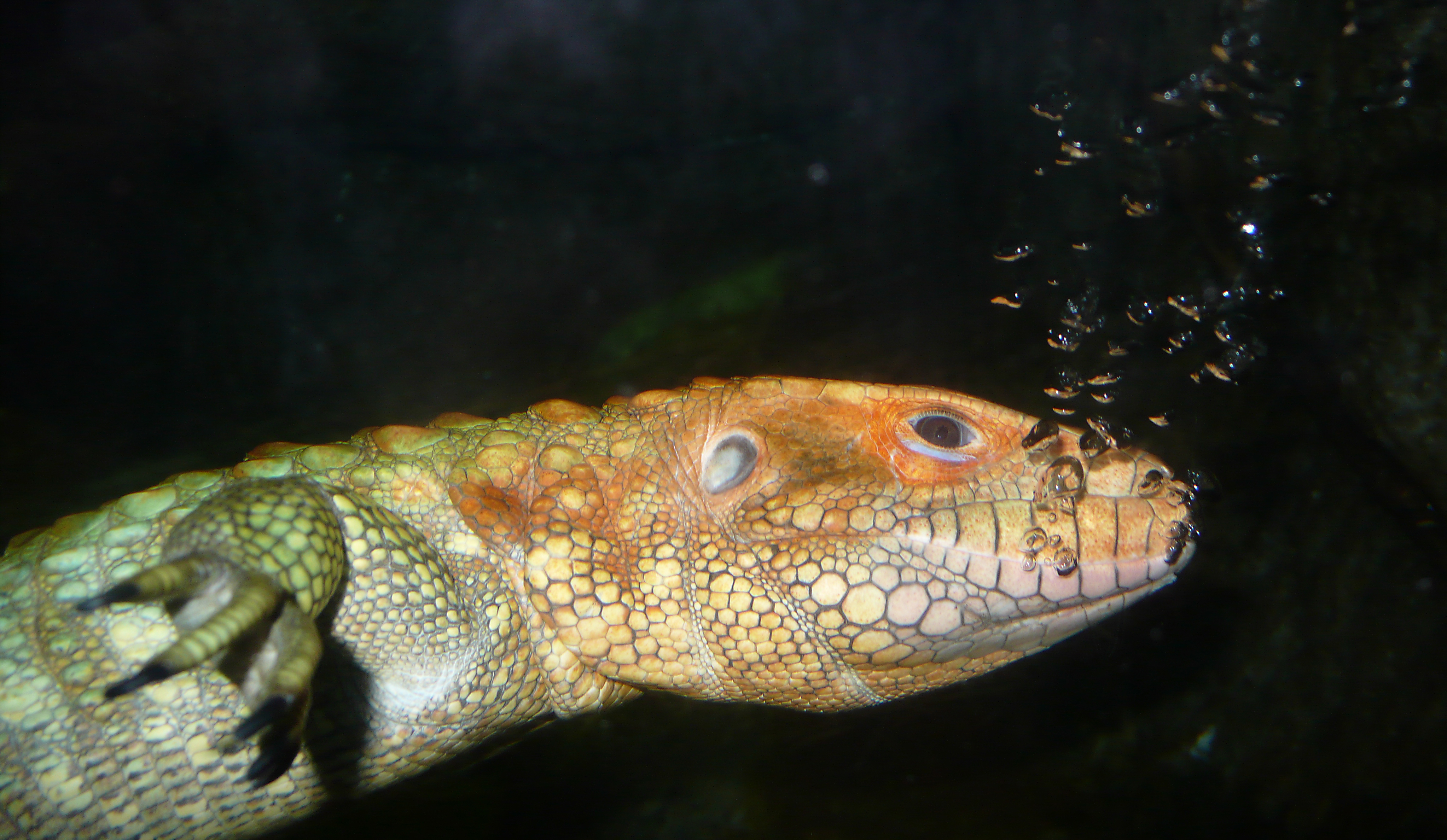
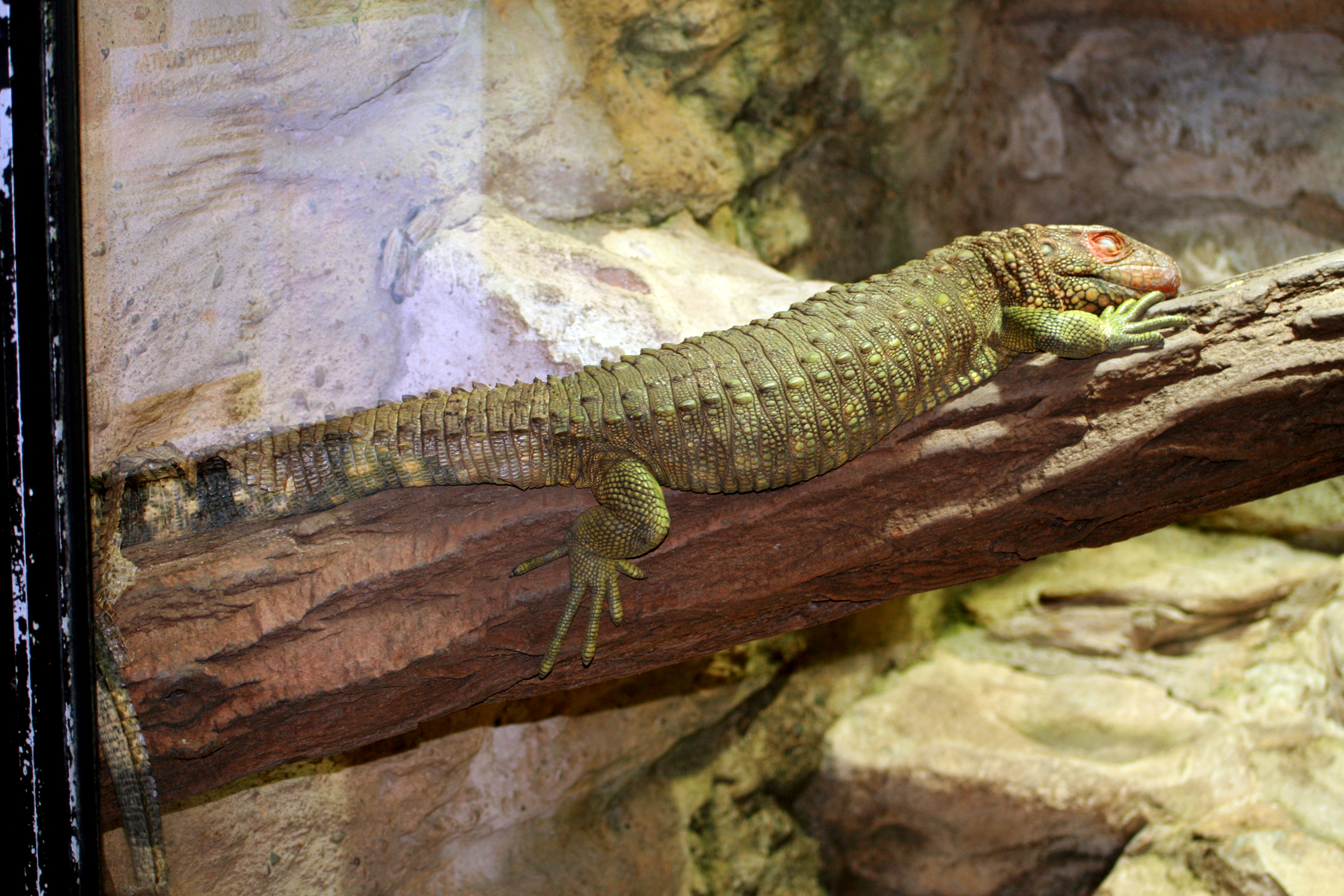
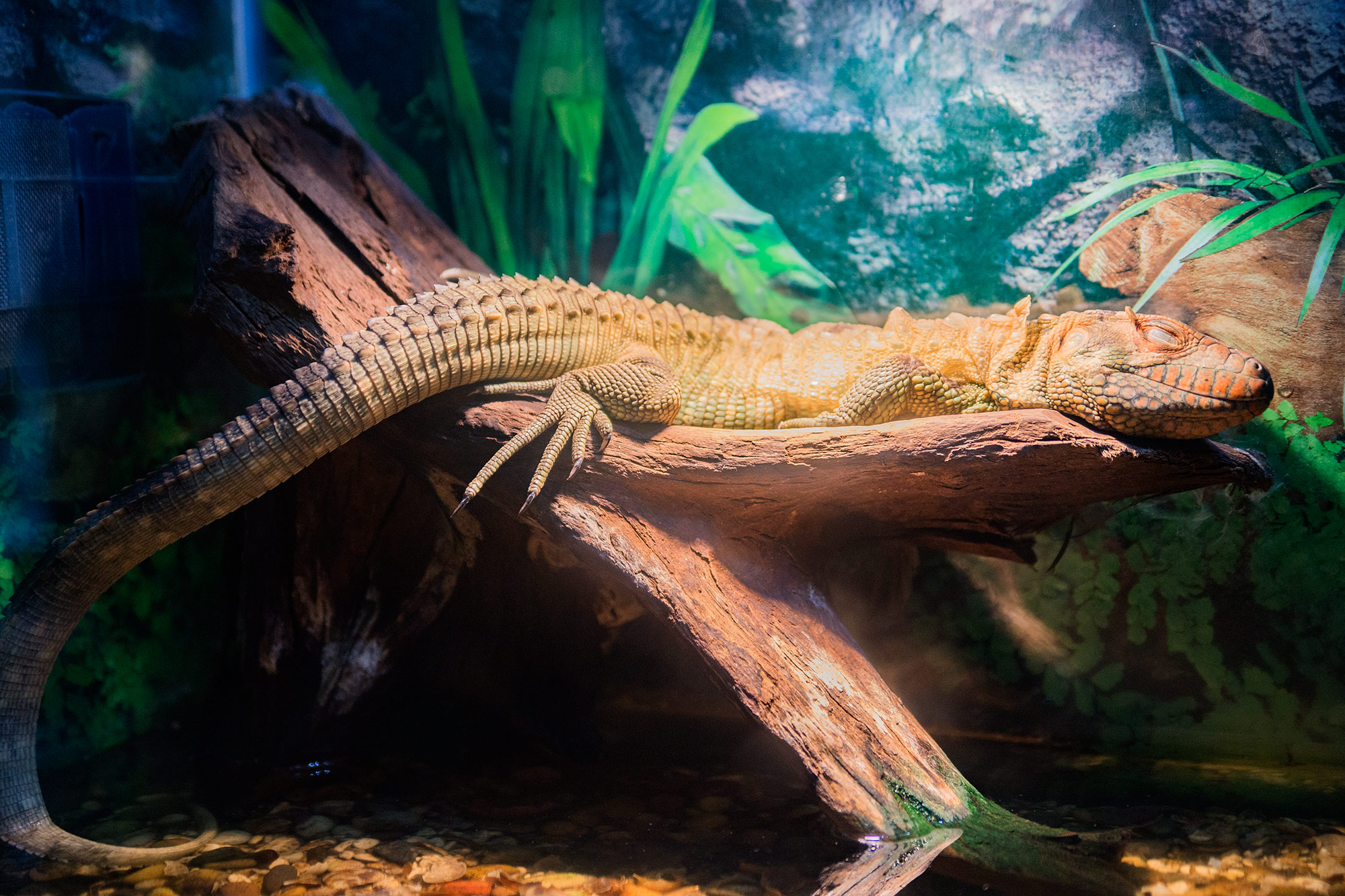
Каймановая ящерица в Московском зоопарке